# Fischbach
Fischbach osztrák község Stájerország Weizi járásában. 2018 januárjában 1528 lakosa volt. 

## Elhelyezkedése

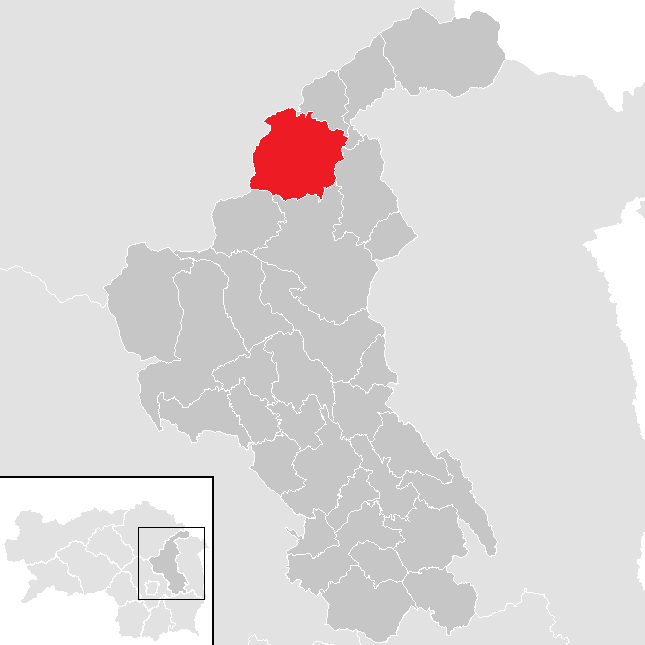
Fischbach a Weizi járásban

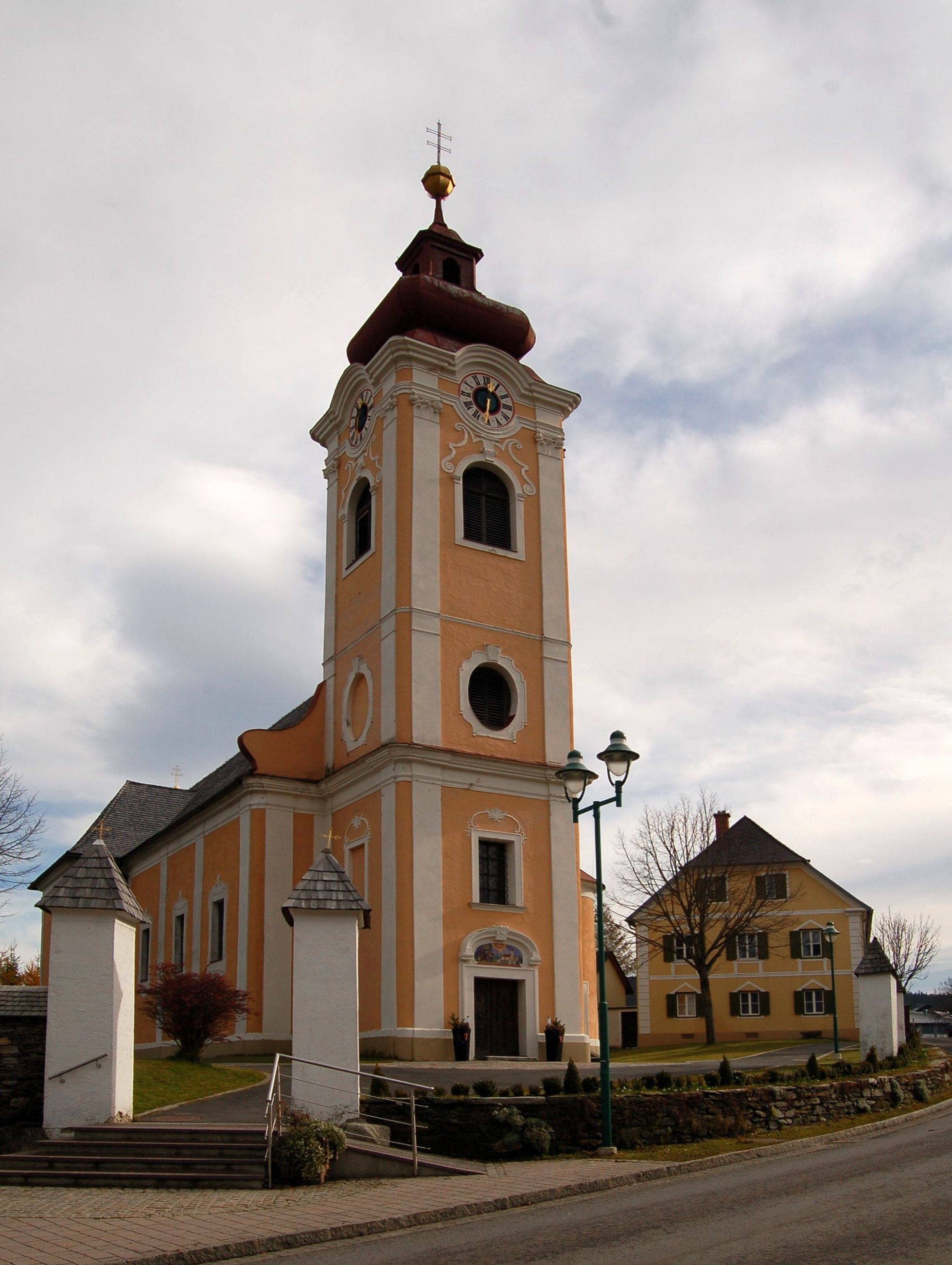
A Szt. Egyed-templom

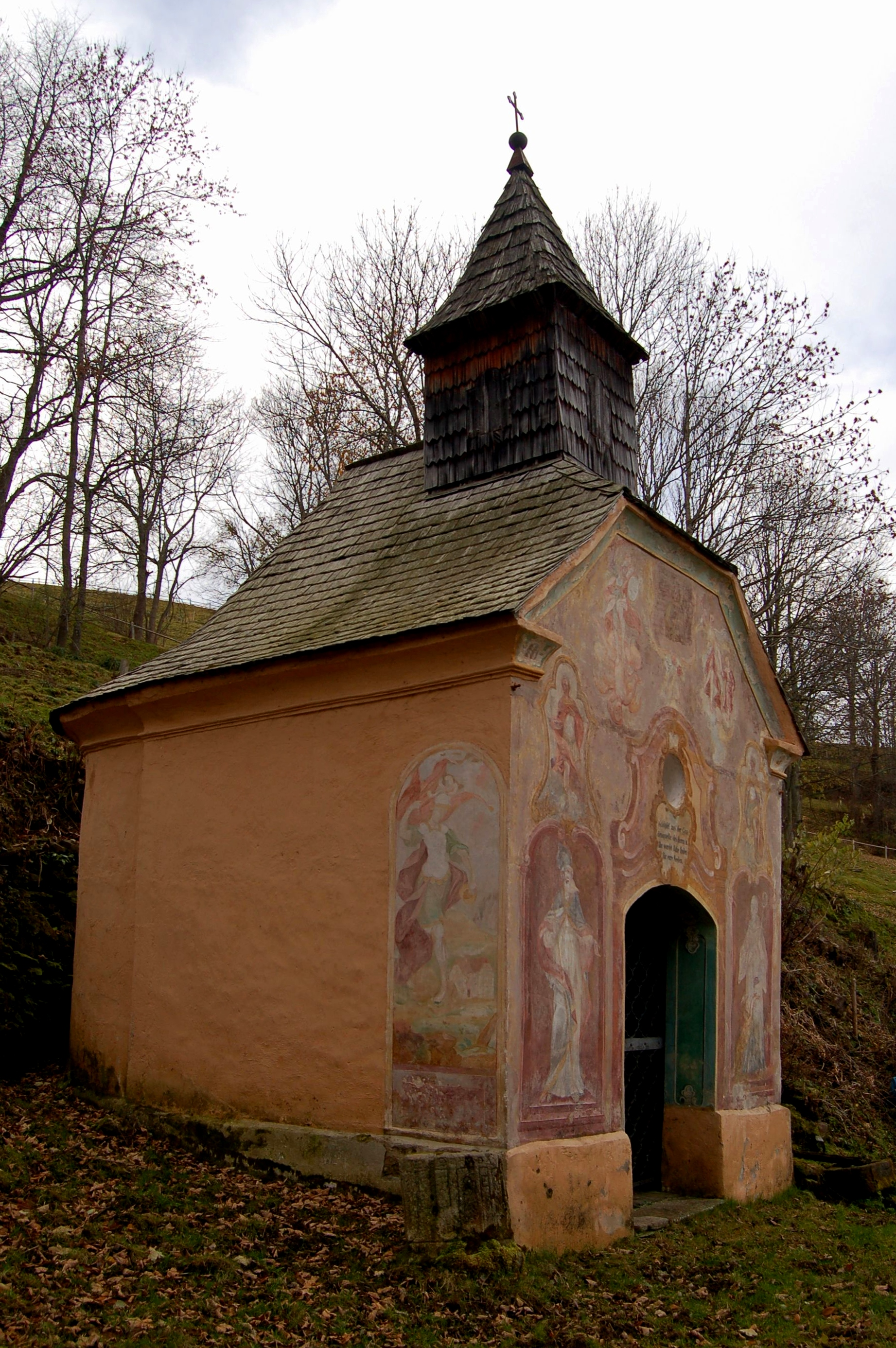
A Szt. Egyed-kápolna

Fischbach a Fischbachi-Alpokban fekszik 1050 méteren és ezzel Stájerország legmagasabban fekvő települése. Legmagasabb pontja az 1498 m-es Teufelstein. Keleti határának egy részét a Feistritz folyó alkotja.  Az önkormányzat 3 települést egyesít: Falkenstein (508 lakos 2018-ban), Fischbach (873 lakos) és Völlegg (147 lakos).
A környező önkormányzatok: északkeletre Sankt Kathrein am Hauenstein és Ratten, keletre Strallegg, délre Birkfeld, délnyugatra Gasen, északnyugatra Stanz im Mürztal, északra Krieglach.

## Története
Fischbachot először 1295-ben említik. A helybeliek elsősorban a mezőgazdaságból éltek, de jövedelmüket kiegészítette a Fischbachi-Alpok hágóján átvezető kereskedelmi útvonalon járó szekerek átsegítése a meredek lejtőkön. 
A 19. századi jelentős osztrák költő és író, Peter Rosegger ebben a régióban született és gyerekkorában sok időt töltött Fischbachban. Tapasztalatairól több novellát írt.  
A második világháború során 1944. július 26-án Fischbach fölött lelőttek egy bombázókat kísérő, amerikai Lockheed P–38 Lightning vadászgépet. A pilótának időben sikerült ejtőernyővel kiugrania. A háború végén, 1945 április 13-18. között a Vörös Hadsereg szállta meg ideiglenesen a falut, de a folytatódó harcok során 14 civil (köztük egy nő) az életét vesztette. A visszaemlékezések szerint ebben az időben a szovjet katonák 70 nőt erőszakoltak meg. Április 14-én a Volkssturm egy kisebb kontingense keveredett tűzharcba a megszállókkal, 18-án pedig egy német ellenlökés kiűzte a szovjeteket a községből. A német fegyverletétel után ismét a Vörös Hadsereg szállta meg Fischbachot. 
Az 1960-as években Fischbach kedvelt turistacélponttá változott, a vendégek kedvéért sífelvonót, tenisz- és minigolfpályákat létesítettek. 2003-ban a tartományi kormányzat hivatalosan is magashegyi gyógyüdülőhellyé nyilvánította a községet.

## Lakosság
A fischbachi önkormányzat területén 2018 januárjában 1528 fő élt. A lakosságszám 1961 óta (akkor 1796 fő) csökkenő tendenciát mutat. 2015-ben a helybeliek 98,7%-a volt osztrák állampolgár; a külföldiek közül 0,5% a régi (2004 előtti), 0,5% az új EU-tagállamokból érkezett. 2001-ben a lakosok 99%-a római katolikusnak vallotta magát.  

## Látnivalók
- az 1783-ban épült, késő barokk Szt. Egyed-plébániatemplom
- a 18. századi plébánia
- a 18. századi, freskókkal díszített Szt. Egyed-kápolna

## Fordítás
- Ez a szócikk részben vagy egészben  a   Fischbach (Steiermark) című német Wikipédia-szócikk ezen változatának fordításán alapul.  Az eredeti cikk szerkesztőit annak laptörténete sorolja fel. Ez a jelzés csupán a megfogalmazás eredetét és a szerzői jogokat jelzi, nem szolgál a cikkben szereplő információk forrásmegjelöléseként.